# John Bardeen
John Bardeen (n. 23 mai 1908, Madison, Wisconsin, SUA – d. 30 ianuarie 1991, Boston, Massachusetts, SUA) a fost un inginer și fizician american. Este singura persoană care a câștigat de două ori Premiul Nobel pentru Fizică: în 1956 pentru tranzistor, împreună cu William Shockley și Walter Brattain, și în 1972 pentru o teorie fundamentală a superconductivității convenționale împreună cu Leon Neil Cooper și John Robert Schrieffer, numită teoria BCS. A fost, totodată, prima persoană care a câștigat două Premii Nobel în același domeniu.
Tranzistorul a revoluționat industria electronică, permițând apariția Erei Informației, și a făcut posibilă dezvoltarea aproape tuturor dispozitivelor electronice moderne, de la telefoane la calculatoare și rachete. Realizările sale din domeniul superconductivității, care i-au adus al doilea premiu Nobel, sunt folosite în tehnologii medicale cum ar fi tomografia calculată și imaginile cu rezonanță magnetică.
În 1990, Bardeen a apărut pe lista celor mai influenți 100 de americani ai secolului, în revista Life.